# Sąd Najwyższej Instancji
Sąd Najwyższej Instancji – najwyższy organ rozstrzygający Królestwa Polskiego ustanowiony 21 września 1815 na mocy postanowienia Tymczasowego Rządu Królestwa Polskiego określającego strukturę sądownictwa najwyższego na terytorium Królestwa Polskiego. Organ ten posiadał uprawnienia do ostatecznego rozstrzygania w sprawach cywilnych w trybie kasacyjnym. W 1826 został podzielony na dwa wydziały. Został zlikwidowany ukazem carskim z 1841. W miejsce Sądu Najwyższej Instancji utworzono IX i X Departament Senatu Rządzącego.

## Skład
Sąd Najwyższej Instancji tworzyli zasiadający w Senacie Królestwa Polskiego kasztelanowie i wojewodowie, a także sędziowie, pisarze, mecenasi oraz archiwista. Skład orzekający liczył 7 osób, z czego co najmniej 4 musiało być senatorami.

## Skargi kasacyjne
Przyczyną złożenia skargi kasacyjnej do Sądu Najwyższej Instancji było naruszenia prawa materialnego lub procesowego. Odwołanie do sądu następowało w przypadku:
- wyraźnej obrazy prawa cywilnego;
- naruszenia istotnych form postępowania sądowego;
- przekroczenia oraz ograniczenia władzy przez sąd;
- wydania wyroku w pierwszej instancji, w przypadku gdy sąd upoważniony był do wydania orzeczenia ostatecznego;
- wydania wyroku przez sąd niewłaściwy w danej sprawie;
- wydania dwóch sprzecznych wyroków ostatecznych na podstawie tych samych dowodów między tymi samymi stronami przez różne sądy.

Przy składaniu skargi kasacyjnej do Sądu Najwyższej Instancji obowiązywała sformalizowana procedura, która została określona w dekretach z 1810 z późniejszymi zmianami. Skarga przedkładana była pisarzowi (wymagany był podpis mecenasa mianowanego przez króla). Po przyjęciu przekazywana była do prezesa sądu kasacyjnego, który wyznaczał referenta. Po zbadaniu podstaw kasacyjnych referent sporządzał raport. Następnie skarga przedstawiana była sądowi kasacyjnemu w pełnym składzie, miał on decydować o przyjęciu lub też odrzuceniu, co było ostatecznym rozstrzygnięciem sprawy. W przypadku przyjęcia skargi, sąd mógł uchylić wyrok niższej instancji i rozstrzygnąć sprawę co do meritum.

## Reforma 1826
Na mocy dekretu cara Mikołaja I z 6/18 listopada 1826 Sąd Najwyższej Instancji został podzielony na dwa wydziały, aby przyspieszyć działanie sądownictwa kasacyjnego.